# Montastraea franksi
Montastraea franksi is een rifkoralensoort uit de familie van de Montastraeidae. De wetenschappelijke naam van de soort is voor het eerst geldig gepubliceerd in 1895 door Gregory.